# Чаплыгин, Алексей Михайлович
Алексей Михайлович Чаплыгин — советский хозяйственный, государственный и политический деятель, Герой Социалистического Труда.

## Биография
Родился в 1936 году в селе Большое Жирово. Член КПСС.
С 1953 года — на хозяйственной, общественной и политической работе. В 1953—1996 гг. — тракторист, комбайнёр, водитель, матрос на Военно-морском флоте, водитель автомобиля технологического транспорта Михайловского горно-обогатительного комбината Министерства чёрной металлургии СССР
Указом Президиума Верховного Совета СССР от 2 марта 1981 года присвоено звание Героя Социалистического Труда с вручением ордена Ленина и золотой медали «Серп и Молот».
Делегат XXVI съезда КПСС.
Избирался депутатом Верховного Совета СССР 11-го созыва.
Умер в Железногорске в 2016 году.